# Камаев, Валерий Анатольевич
Валерий Анатольевич Камаев (30 мая 1940, г. Омск, РСФСР — 13 сентября 2016, Волгоград, Российская Федерация) — советский и российский учёный, заслуженный деятель науки Российской Федерации, доктор технических наук, профессор, профессор кафедры «Системы автоматизированного проектирования и поискового конструирования» Волгоградского государственного технического университета..

## Биография
В 1962 г. окончил Брянский институт транспортного машиностроения (БИТМ) по специальности «локомотивостроение».
С 1962 по 1967 г. работал в отделе главного конструктора по тепловозостроению Брянского машиностроительного завода.
В 1967 г. защитил кандидатскую диссертацию и далее работал в должности ассистента, старшего преподавателя, доцента, заведующего кафедрой «Высшая математика». В 1982 г. защитил докторскую диссертацию и в 1985 г. получил звание профессора.
С 1984 г. работал в Волгоградском политехническом институте (ВПИ) в должности проректора по научной работе. С 1990 года работал заведующим кафедрой «Системы автоматизированного проектирования и поискового конструирования» ВПИ . В октябре 2015 г. был освобождён от занимаемой должности.
Подготовил 6 докторов и 44 кандидата наук.
Умер 13 сентября 2016 года.

## Научная деятельность
Основные научные направления: концептуальное проектирование технических и организационных систем, вибрационные эффекты, моделирование.
Опубликовано свыше 400 научных работ, в том числе 51 авторское свидетельство, 11 монографий:
Основные научные работы:
- Камаев, В. А. Конструкция, расчет и проектирование локомотивов: учебник / В. А. Камаев. — М.: Машиностроение, 1981.
- Камаев, В. А. Методы нелинейного программирования в транспортном машиностроении: учеб. пособие / В. А. Камаев; ВолгПИ. — Волгоград, 1984. — 81 с.
- Камаев, В. А. Поисковое конструирование: монография / В. А. Камаев, С. В. Никитин, Ф. Я. Залевская. — М., 1986. — 304 с. — (Итоги науки и техники / ВИНИТИ. Сер. Техн. кибернетика. Т.19).
- Аверченко, В. И. Основы построения САПР: учеб. пособие / В. И. Аверченко, В. А. Камаев; ВПИ. — Волгоград, 1984. — 120 с.
- Сборник задач по курсам «Математическое моделирование», «Методы оптимизации»: учеб. пособие (с грифом УМО вузов по образованию в обл. машиностроения и приборостроения) / В. А. Камаев, С. А. Фоменков, В. В. Костерин и др.; ВолгГТУ. — Волгоград, 1999. — 86 с.
- Камаев, В. А. Методы и алгоритмы оптимизации детерминированных потоков в сетях: учеб. пособие (с грифом УМО по образованию в обл. машиностроения и приборостроения) / В. А. Камаев, М. Б. Сипливая, А. А. Козлов; Волгогр. гос. техн. ун-т. — Волгоград, 2000. — 80 с.
- Техническое творчество: теория, методология, практика: энциклопедический словарь-справочник / А. М. Дворянкин, В. А. Камаев, А. И. Половинкин и др.; под ред. А. И. Половинкина, В. В. Попова. — М.: НПО «Информсистема», 1995. — 410 с.
- Камаев, В. А. Математическое моделирование изделий и технологий: учеб. пособие / В. А. Камаев; ВолгПИ. — Волгоград, 1986.
- Камаев, В. А. Технологии программирования: учебник / В. А. Камаев, В. В. Костерин. — М.: Высшая школа, 2004.

Наиболее важные изобретения:
- Авторское свидетельство 436261. Стенд для исследования динамики железнодорожного подвижного состава./А. А. Камаев Г. С. Михальченко С. В. Грудов С. В. Никитин В. С. Хаимов
- Авторское свидетельство 463072. Максимальный акселерометр./ А. Г. Альшиц Э. П. Зайцева А. А. Камаев Г. С. Михальченко В. В. Якушев
- Авторское свидетельство 557284. Стенд для испытания транспортных средств./ Э. П. Братчев А. А. Камаев С. В. Никитин
- Авторское свидетельство 614985. Узел соединения кузова в локомотив с тележкой./ А. В. Балашов И. И. Зеленов С. В. Никитин Н. Д. Стребков
- Авторское свидетельство 712726. Стенд для моделирования динамических процессов в тяговом приводе локомотива с электропередачей./Н. Г. Апанович В. И. Воробьев В. В. Конкин С. В. Никитин В. М. Новиков
- Авторское свидетельство 823946. Стенд для моделирования динамических процессов в тяговом приводе локомотивов с электропередачей./Н. Г. Апанович В. И. Воробьев С. В. Никитин В. C. Тучков
- Авторское свидетельство 1142339. Устройство для уменьшения колебаний кузова транспортного средства./С. В. Вершинский В. А. Гришин А. Д. Хамаев

## Аспиранты и докторанты
Под руководством Камаева В. А. 53 человека защитили кандидатские диссертации, 8 человек защитили докторские диссертации.

## Участие в организациях
Являлся академиком общественных академий:
- Международной академии системных исследований[3].
- Академии информатизации образования[4].
- Международной академии наук экологии, безопасности человека и природы[5].

Являлся председателем докторского совета по защите диссертаций Д 212.028.04, а также членом докторских советов по защите диссертаций Д 307.001.01, Д 212.009.03, Д 212.028.07.
Являлся членом ученого и методических советов Волгоградского государственного технического университета.
Являлся членом редколлегии следующих научных журналов:
- Вестник компьютерных и информационных технологий Вестник компьютерных и информационных технологий[6], издательство Машиностроение (с 2005 г.).
- Известия ВолгГТУ, серия «Актуальные проблемы управления, вычислительной техники и информации в технических системах»[7]
- Прикаспийский журнал: управление и высокие технологии[8].

## Награды и звания
- «Заслуженный деятель науки Российской Федерации» (2000)
- «Медаль ордена «За заслуги перед Отечеством» II степени» (2011)[1]
- Премия Совета Министров СССР (1976)[1]
- Знак «Изобретатель СССР», 1975[9].